# Ihar Papruha
Ihar Mikalajewitsch Papruha (belarussisch Ігар Мікалаевіч Папруга; russisch Игорь Николаевич Папруга, Igor Nikolajewitsch Papruga; * 10. Februar 1970 in Minsk) ist ein belarussischer Handballtrainer und ehemaliger Handballspieler.

## Spielerlaufbahn
Ihar Papruha lernte das Handballspielen in seiner Heimatstadt beim SKA Minsk. Ab 1987 stand der Torwart im erweiterten Aufgebot der ersten Mannschaft, mit der er 1993, 1994 und 1995 die belarussische Meisterschaft gewann. Im IHF-Pokal 1991/92 unterlag er mit Minsk in den Finalspielen der SG Wallau/Massenheim aufgrund der Auswärtstorregel.
Mit der belarussischen Nationalmannschaft nahm Papruha an der Europameisterschaft 1994 (8. Platz) und an der Weltmeisterschaft 1995 (9. Platz) teil. Insgesamt bestritt er 42 Länderspiele.

## Trainerlaufbahn
Ab der Saison 2009/10 war Papruha Assistenztrainer von Spartak Mironowitsch bei SKA Minsk. Gemeinsam gewann man 2012 den belarussischen Pokal und 2013 den EHF Challenge Cup. Von 2016 bis 2023 war er Cheftrainer bei Minsk. 2019 wurde er erneut Pokalsieger. Ab mindestens 2013 bis 2022 war er Assistenztrainer von Juri Schewzow bei der belarussischen Nationalmannschaft.